# آندریا هلاواچکووا
آندریا هلاواچکووا (انگلیسی: Andrea Hlaváčková؛ زادهٔ ۱۰ اوت ۱۹۸۶) یک تنیس‌باز اهل جمهوری چک است.